# Etihad Arena
Etihad Arena (connue initialement sous le nom de Yas Bay Arena pendant sa construction) est une arèna couverte à Abu Dhabi, aux Émirats arabes unis, située dans le quartier de Yas Bay Waterfront de l'île de Yas. Conçu par HOK, la capacité du lieu est de 18 000 places et il est exploité par Etihad,.

## Histoire
En 2018, sa conception reçoit le prix MENA Green Building 2018 pour la « Conception de bâtiment durable de l'année ».
En janvier 2020, les droits de dénomination de la nouvelle arène sont vendus à Etihad Airways.
Initialement prévue pour ouvrir en mars 2020, son ouverture est retardée en raison des annulations d'événements liées à la pandémie de COVID-19 aux Émirats arabes unis.
Elle ouvrer ses portes en janvier 2021, son premier événement étant l'UFC sur ABC : Holloway vs. Kattar . L'arèna organise son deuxième événement UFC quelques jours plus tard, en accueillant l'UFC sur ESPN : Chiesa vs. Magny . L'UFC organise des événements d'arts martiaux mixtes sur l'île de Yas à huis clos dans un arrangement de bulle connu sous le nom de « Fight Island » ; cela marque le premier événement de l'UFC dans la série à avoir des spectateurs à capacité limitée,. La promotion organise son premier événement PPV le même mois, en accueillant l'UFC 257 : Poirier contre McGregor 2.
L'UFC revient à l'Etihad Arena pour l'UFC 267 : Błachowicz contre Teixeira en octobre 2021. et en 2022 pour son PPV annuel d'octobre UFC 280 : Oliveira contre Makhachev . En octobre 2023, l'UFC 294 : Makhachev vs. Volkanovski 2 a lieu comme événement annuel.
En 2024, deux événements UFC auront lieu. UFC Fight Night : Sandhagen contre Nurmagomedov en août et UFC 308 : Topuria contre Holloway en octobre.
Pour accueillir les Championnats du monde de natation 2021 en décembre 2021, une piscine temporaire est ajoutée à l'arèna,.
Le 21 mai 2022, l'arèna accueille un match de boxe exhibition entre Floyd Mayweather Jr. et Don Moore. Le 5 novembre 2022, un combat pour le titre WBA des poids lourds légers a lieu entre Dmitry Bivol et Gilberto Ramírez.
En octobre 2022, l'arèna accueille deux matchs de pré-saison NBA entre les Atlanta Hawks et les Milwaukee Bucks. Les Jeux NBA d'Abu Dhabi 2022 sont les premiers matchs de la ligue organisés aux Émirats arabes unis et dans le Golfe Persique.
Le 26 janvier 2023, l'arèna accueille le Mercury World Tour d'Imagine Dragon. C'est le premier concert du groupe dans la ville d'Abou Dhabi.
En octobre 2023, la NBA revient dans l'arène pour deux matchs de pré-saison entre les Dallas Mavericks et les Minnesota Timberwolves.
Guns N' Roses se produit le 1er juin 2023, de nombreuses vieilles chansons sont jouées pour la première fois depuis longtemps (Anything Goes, Pretty Tied Up and Bad Obsession, Down on the Farm).
En octobre 2024, la NBA revient dans l'arèna pour deux matchs de pré-saison entre les Boston Celtics et les Denver Nuggets. La ligue est critiquée par des groupes de défense des droits de l'homme, qui affirment que l'événement aide les régimes répressifs à blanchir leur bilan en matière de droits de l'homme par le sport. Human Rights Watch exhorte la NBA à prendre des mesures pour remédier au problème des droits de l'homme aux Émirats arabes unis. L'ambassadrice américaine Martina A. Strong assiste également au match, interrogée pour avoir soutenu l'association de la NBA avec les Émirats arabes unis, malgré les préoccupations relatives aux droits de l'homme. Au lieu de cela, Strong a félicité la NBA pour avoir élargi l'accès mondial au basket-ball,.
En 2025, deux événements de l'Ultimate Fighting Championship auront lieu : l'UFC sur ABC : Whittaker contre de Ridder en juillet et l'UFC 321 en octobre.

## Événements notables
- UFC sur ABC : Holloway contre Kattar
- UFC sur ESPN : Chiesa contre Magny
- UFC 257 : Poirier contre McGregor 2 [8]
- Championnats du monde de natation FINA 2021 (25 m)[3],[11]
- UFC 267 : Blachowicz contre Teixeira
- 22e cérémonie des IIFA Awards [17]
- UFC 280 : Oliveira contre Makhachev
- Dmitry Bivol contre Gilberto Ramirez
- Disney sur glace
- Tournée mondiale Mercury
- 23e cérémonie des IIFA Awards
- UFC 294 : Makhachev contre Volkanovski 2
- Tournée mondiale de l'ADN
- Le Roi Lion
- 24e cérémonie des prix de l'IIFA
- Westlife : La tournée des rêves sauvages
- Tournée Guns N' Roses 2023
- UFC sur ABC : Sandhagen contre Nurmagomedov
- UFC 308 : Topuria contre Holloway
- KCA 23
- KCA 19
- Finale à quatre de l'Euroligue 2025
- UFC sur ABC : Whittaker contre de Ridder